# Arthrocnemum
Arthrocnemum Moq. – rodzaj roślin z rodziny szarłatowatych (Amaranthaceae Juss.). Włączany jest do rodzaju soliród Salicornia. Odrębnie ujmowany obejmuje według The Plant List trzy gatunki o nazwach zweryfikowanych i zaakceptowanych, podczas gdy kolejnych 19 taksonów ma status gatunków niepewnych (niezweryfikowanych). Występuje naturalnie w Eurazji, Afryce oraz Ameryce Północnej. 

## Morfologia
PokrójWiecznie zielone półkrzewy. Młode pędy są gruboszowate i członowane.
LiścieUlistnienie naprzeciwległe. Liście są pojedyncze, całobrzegie, o nasadzie zbiegającej.
KwiatyPromieniste, obupłciowe lub jednopłciowe, zebrane w wierzchotkowe kłosy, rozwijają się w kątach pędów lub niemal na ich szczytach. Mają 3–4 działki kielicha, są zrośnięte i mięsiste. Pręcik jest 1 lub są 2, wolne. Zalążnia jest górna, jednokomorowa.
OwoceNiełupki przybierające kształt pęcherzy, przez co sprawiają wrażenie, jakby były napompowane. Owocnia jest błoniasta.

## Systematyka
Pozycja systematyczna według APweb (aktualizowany system APG IV z 2016)Rodzaj nie jest wyróżniany – gatunki tu zaliczane włączane są do rodzaju Salicornia.
Lista gatunków
- Arthrocnemum ciliolatum Bunge ex Ung.-Sternb.
- Arthrocnemum macrostachyum (Moric.) K.Koch
- Arthrocnemum subterminale (Parish) Standl.